# Pawieł Kriukow
Pawieł Pawłowicz Kriukow (ros. Па́вел Па́влович Крю́ков, ur. 2 grudnia?/15 grudnia 1906 we wsi Biriewo w guberni moskiewskiej, zm. 11 listopada 1974 w Moskwie) – radziecki lotnik wojskowy, generał major lotnictwa, Bohater Związku Radzieckiego (1943).

## Życiorys
Pracował jako robotnik rolny i cieśla, od 1925 mieszkał w Moskwie, gdzie pracował jako kelner, cieśla i stolarz. W styczniu 1932 ukończył rabfak (fakultet robotniczy) im. Artioma, od stycznia do czerwca 1932 studiował w Akademii Górniczej, następnie służył w Armii Czerwonej, w grudniu 1932 ukończył Leningradzką Szkołę Sił Wojskowo-Powietrznych, a 1934 wojskową szkołę lotników w mieście Engels, lotnik Zabajkalskiego Okręgu Wojskowego. Od maja 1936 do czerwca 1937 był młodszym lotnikiem 5 eskadry lotniczej w Mongolii, 28 kwietnia 1938 mianowany starszym porucznikiem, 1939 brał udział w bitwie nad Chałchin-Goł, w maju-czerwcu 1939 był komisarzem eskadry lotniczej 22 niszczycielskiego pułku lotniczego, 22 czerwca 1939 został zestrzelony, jednak zdołał wyskoczyć na spadochronie; leczył się w szpitalu w Czycie. Później był zastępcą dowódcy eskadry w Odeskim Okręgu Wojskowym, 1939-1941 zaocznie studiował w Akademii Wojskowo-Politycznej, od 1941 brał udział w wojnie z Niemcami. Od czerwca 1941 do lipca 1943 dowódca eskadry 55 (od marca 1942: 16) niszczycielskiego pułku lotniczego, od 31 stycznia 1942 awansowany na kapitana, a 27 lipca 1942 na majora, od lipca do października 1943 lotnik-inspektor ds. techniki 9 Gwardyjskiej Niszczycielskiej Dywizji Lotniczej, od października 1943 do września 1944 dowódca 104 Gwardyjskiego Niszczycielskiego Pułku Lotniczego, 13 listopada 1943 mianowany podpułkownikiem. Od września 1944 do stycznia 1945 zastępca dowódcy 9 Gwardyjskiej Niszczycielskiej Dywizji Lotniczej, od stycznia do maja 1945 dowódca 23 Gwardyjskiej Niszczycielskiej Dywizji Lotniczej, od 21 lutego 1945 pułkownik. Walczył na Froncie Południowym, Froncie Zakaukaskim, Północno-Kaukaskim, ponownie Południowym, 4, 2 i 1 Froncie Ukraińskim. Brał udział w walkach obronnych na południu Ukrainy, w obronie Kaukazu, wyzwoleniu Kubania, Donbasu, Melitopola, południowej części Lewobrzeżnej Ukrainy, w operacji jassko-kiszyniowskiej, operacji lwowsko-sandomierskiej, sandomiersko-śląskiej, dolnośląskiej, berlińskiej i praskiej.
„Za męstwo i bohaterstwo przejawiane w bojach” uchwałą Prezydium Rady Najwyższej ZSRR z 24 maja 1943 został uhonorowany tytułem Bohatera ZSRR.
Po wojnie kontynuował służbę w siłach powietrznych, dowodził niszczycielskimi dywizjami lotniczymi w Austrii, Bułgarii i Rumunii, 1951 ukończył Wojskową Akademię Sztabu Generalnego, zastępca dowódcy i dowódca 65 Korpusu Lotniczego, 1953 mianowany generałem majorem lotnictwa. Od stycznia do września 1954 starszy inspektor ds. przygotowania operacyjno-taktycznego lotnictwa niszczycielskiego Inspekcji Nadmorskiego Okręgu Wojskowego, od września 1954 do maja 1956 starszy doradca wojskowy w Korei Północnej, od lipca 1956 w rezerwie.

## Odznaczenia
- Złota Gwiazda Bohatera Związku Radzieckiego (24 maja 1943)[1]
- Order Lenina (24 maja 1943)
- Order Czerwonego Sztandaru (czterokrotnie - 29 sierpnia 1939, 22 grudnia 1941, 22 kwietnia 1943 i 20 kwietnia 1953)
- Order Suworowa II klasy (29 maja 1945)
- Order Suworowa III klasy (16 października 1944)
- Order Kutuzowa II klasy (6 kwietnia 1945)
- Order Czerwonej Gwiazdy (24 czerwca 1948)
- Medal „Za zasługi bojowe”
- Medal 100-lecia urodzin Lenina
- Medal „Za obronę Kaukazu”
- Medal „Za zwycięstwo nad Niemcami w Wielkiej Wojnie Ojczyźnianej 1941–1945”
- Medal „Za wyzwolenie Warszawy”
- Medal „Za zdobycie Berlina”
- Medal „Za wyzwolenie Pragi”
- Medal za Odrę, Nysę, Bałtyk (Polska Ludowa)
- Krzyż Wojenny Czechosłowacki 1939 (Czechosłowacja)

I radzieckie medale jubileuszowe.